# Camera dei deputati (Messico)
La Camera dei deputati (in spagnolo: Cámara de Diputados) è la camera bassa del Congresso dell'Unione del Messico.
L'altra camera del congresso è il Senato della Repubblica e i compiti e la struttura delle due camere sono descritti negli articoli da 50 a 70 della costituzione messicana.